# José Manuel Abascal
José Manuel Abascal Gómez (Alceda, 17 marzo 1958) è un ex mezzofondista spagnolo, specializzato nei 1500 metri piani.

## Palmarès
- Giochi olimpici

Los Angeles 1984: bronzo nei 1500 metri piani.
- Mondiali - Indoor

Indianapolis 1987: argento nei 1500 metri piani.
- Europei

Atene 1982: bronzo nei 1500 metri piani.
- Europei - Indoor

Milano 1982: argento nei 1500 metri piani.

## Altre competizioni internazionali
1981
- Bronzo ai Bislett Games ( Oslo), 1000 m piani - 2'19"57

1982
- Argento al Golden Gala ( Roma), 1500 m piani - 3'33"12

1983
- Oro al Golden Gala ( Roma), miglio - 3'51"71
- Bronzo al Memorial Van Damme ( Bruxelles), 1500 m piani - 3'35"23
- Bronzo all'Athletissima ( Losanna), 1500 m piani - 3'35"67

1985
- Oro al Memorial Van Damme ( Bruxelles), 1500 m piani - 3'32"86
- Oro al Golden Gala ( Roma), 1500 m piani - 3'36"21

1986
- Argento al Golden Gala ( Roma), miglio - 3'50"54
- Bronzo all'Athletissima ( Losanna), miglio - 3'52"92
- Argento al Memorial Van Damme ( Bruxelles), 1500 m piani - 3'33"98

1987
- Oro in Coppa Europa ( Praga), 5000 m piani - 13'32"87
- Argento ai Bislett Games ( Oslo), 5000 m piani - 13'12"49